# Феминистическая порнография
Феминисти́ческая порногра́фия (феминистская порнография или этичная порнография) — это порнография, которая производится с соблюдением принципов честности и справедливости, где исполнители получают разумную и равную плату, их согласие, безопасность и благополучие являются первостепенным приоритетом, а их вклад в производство признаётся значимым. Феминистическая порнография стремится бросить вызов представлениям о желании, красоте и удовольствии через нетрадиционные представления, эстетику и стиль съёмки фильмов. Общая цель феминистической порнографии — поддержать исполнителей, которые её производят, и людей, которые её смотрят.
Стигматизированность порнографии — одна из причин, по которым феминистическое порно появилось как отдельный жанр. Если рассматривать порноиндустрию как нечто негативное, у работников этой индустрии пропадают инструменты для отсеивания случаев дискриминации, которые в других, менее стигматизированных отраслях, могли бы привести к судебным искам и широкому освещению в СМИ. В результате в порноиндустрии создаётся атмосфера, в которой участники вынуждены нести полную ответственность за всё происходящее (в том числе и за нарушения их прав), из-за чего их права могут быть нарушены без права на защиту и восстановление справедливости.
Порнография может формировать наше представление о сексе и сексуальности, создатели феминистической порнографии используют её для формирования сексуальных сценариев, поощряя равенство в сексуальной сфере. Сценарии, разрабатываемые феминистической порнографией, ставят женщин в равное положение с мужчинами, поскольку их сексуальные желания рассматриваются в той же мере, как желания равных, а не взаимозаменяемых участников процесса. Феминистическая порнография стремится побудить общество воспринимать формы порнографии, служащие формированию эротического вкуса аудитории в направлении гендерного равенства. Этот жанр охватывает произведения, отвечающие самым разным наклонностям и интересам, и все они направлены на вытеснение репрезентации гендерного неравенства.

## Значение и особенности
Этическая или феминистская порнография, как правило, имеет ряд общих черт.
1. Компании, производящие феминистическую порнографию, используют женщин в качестве сценаристов, продюсеров, режиссёров, редакторов и т. д., а не только как исполнителей.
2. Компании, производящие этическую порнографию, как правило, уделяют особое внимание непосредственно желанию исполнителей участвовать в съёмке и платят им одинаково независимо от пола, сексуальности, расы или совершенного сексуального акта. Многие феминистки-порнографистки снимают реальные пары в своих фильмах, это делается для того, чтобы позволить зрителю смотреть на актёров и актрис, заранее зная, что они относятся друг к другу с уважением.
3. Феминистические порнофильмы, как правило, имеют более проработанный сюжет, где половой акт является частью повествования, а не самим повествованием. Такая организация процесса съёмки порнографических фильмов и их позиционирования помогает зрителю воспринимать актёров и актрис не только как сексуальные объекты, не объективизировать их[4].

Активистки феминистского движения обсуждают порнографию с тех пор, как началось движение за права женщин. Особенно ярко тема порнографии звучала во время сексуальной революции 1980-х годов. Тогда феминистическое движение разделилось во взглядах на вопрос о влиянии порнографии на женщин и допустимости секс-индустрии как части развлекательной индустрии. Например, такие феминистки-антипорнографистки как Кэтрин Маккиннон и Андреа Дворкин отдельно отстаивали позицию о том, что порнография по своей природе является эксплуататорской по отношению к женщинам. Они призвали к принятию гражданского законодательства, предусматривающего ответственность порнографов за вред, который может быть причинён в результате использования, производства и распространения порнографии. Дворкин заявляла, что от 65 до 75 процентов женщин, занимающихся проституцией и хардкор-порнографией, становились жертвами сексуального насилия.
Исследование «Зачем становиться порноактрисой?», в котором был проанализирован опыт женщин-порноактрис, показало, что основными причинами выбора этой профессии были деньги (53 %), секс (27 %) и внимание (16 %). Среди негативных аспектов работы порноактрисой респондентки называли необходимость работать с директорами, продюсерами и агентами, «отношение, поведение и плохая гигиена которых были сложными для преодоления» или которые демонстрировали недобросовестность и непрофессионализм (39 %), риск ЗППП (29 %) и эксплуатация в индустрии (20 %).

## Появление феминистической порнографии
Хотя не существует конкретной вехи, считающейся основополагающей для феминистической порнографии, считается, что этот вид порнографии берет своё начало именно в 1980-х годах. Современная феминистическая порнографическая ассоциация стала набирать популярность в 2000-х годах благодаря присуждению ей в Торонто в 2006 году премии Feminist Porn Awards (FPAs) Good For Her, благодаря которой феминистическая порнография была представлена широкой общественности. FPA распространяют информацию о феминистском порно среди более широкой аудитории, способствуют привлечению внимания СМИ и помогают сплотить сообщество кинематографистов, исполнителей и зрителей.
Кроме того, феминистическая порнография менее востребована, так как основной массив потребительского спроса на продукты секс-индустрии поступает от мужчин. Режиссёр и писательница Ms. Naughty (от англ. naughty — «неприличная, порочная») говорит: «Феминистическая порнография стремится вернуть картину откровенно сексуального медиа, предлагая более позитивные и инклюзивные способы изображения секса». По мнению Тристан Таормино, «феминистическая порнография реагирует на доминирующие образы альтернативными и создает свою ценностную парадигму». Однако некоторые порнографические актрисы, такие как Нина Хартли, Овиди и Мэдисон Янг, также называют себя сексуально-позитивными феминистками и заявляют, что они не считают себя жертвами сексизма. Они защищают своё решение выступать в порнографии в соответствии со свободой выбора и утверждают, что большая часть того, что они делают на камеру, является выражением их сексуальности.

## Femme Productions
В 1984 году Кэндида Ройэлл, бывшая порноактриса, основала Femme Productions для создания фильмов для взрослых с учётом женской точки зрения, чтобы дать порнографии женский голос. Ройэлл не заявляла свои фильмы как феминистские, но она идентифицирует себя как феминистку, и её часто называют одним из пионеров феминистической порнографии. Она также считается основательницей жанров «женского порно» и «порно для пар» (которое партнёры могли бы смотреть вместе). До 1984 года понятие «супружеских фильмов» (или порно для пар) было малоизвестным, и большинство дистрибьюторов считало, что женщин не интересуют порнографические фильмы. Ройэлл хотела изменить это и до 2007 года сняла 18 фильмов, в 13 из которых выступала режиссёром.

## Режиссёры
Наиболее известными режиссёрами феминистических порнофильмов являются Кортни Трабл, Кэндида Ройэлл, Тристан Таормино, Мэдисон Янг, Шин Луиза Хьюстон, Джинси Лампкин, Овиди, Эрика Ласт, Джекки Сент-Джеймс, Анушка и многие другие. Некоторые из них создают фильмы специально для женской или гендерквир аудитории, другие нацелены на более широкую аудиторию.
Дорис Уишман была одной из первых женщин-режиссёров порнографических фильмов. Она начала с производства серии нудистских фильмов без секс-сцен, включая «Укрытие на солнце» (1960), «Обнажённая на Луне» (1961) и «Дневник нудиста» (1961).
Режиссёр Абиола Абрамс в 2006 году сняла фильм Afrodite Superstar, он считается первым эротическим фильмом, который снят чернокожими женщинами и для чернокожих женщин. Среди других зарекомендовавших себя чернокожих женщин-режиссёров фильмов для взрослых можно назвать Шин Луизу Хьюстон, Диану Дево и Эстель Джозеф, последняя получила награду за серию фильмов «Город плоти».
Шведский режиссёр Миа Энгберг вместе с двенадцатью другими режиссёрами феминистического порно выпустила в сентябре 2009 года коллекцию короткометражных фильмов «Грязные дневники». Большая часть финансирования поступала от Шведского института кинематографии.
Эрика Ласт на сегодняшний день является одной из самых известных и активных популяризаторов феминистической порнографии. Её работы неоднократно получали награды: Feminist Porn Award, Cinekink Audience Choice Award. В 2013 году она вместе с другими женщинами-режиссёрами феминистического порно создала серию фильмов XConfessions, основой для них становились идеи читательниц и зрительниц, которые анонимно отправляли Эрике Ласт свои сюжеты или наброски для них.
Вместе мы меняем правила порнографии. Мы не просто показываем, как выглядит секс, мы рассказываем истории о том, что такое секс и желание, и как мы общаемся и взаимодействуем друг с другом сексуально. Мы хотим и дальше удивлять вас, поэтому никогда не используем одну и ту же историю и обстановку дважды. Каждый фильм визуально останавливает и раздвигает границы фетиша, страсти, желания и близости.Эрика Ласт